# Mistrzostwa Europy w Piłce Ręcznej Mężczyzn 2010 (składy)

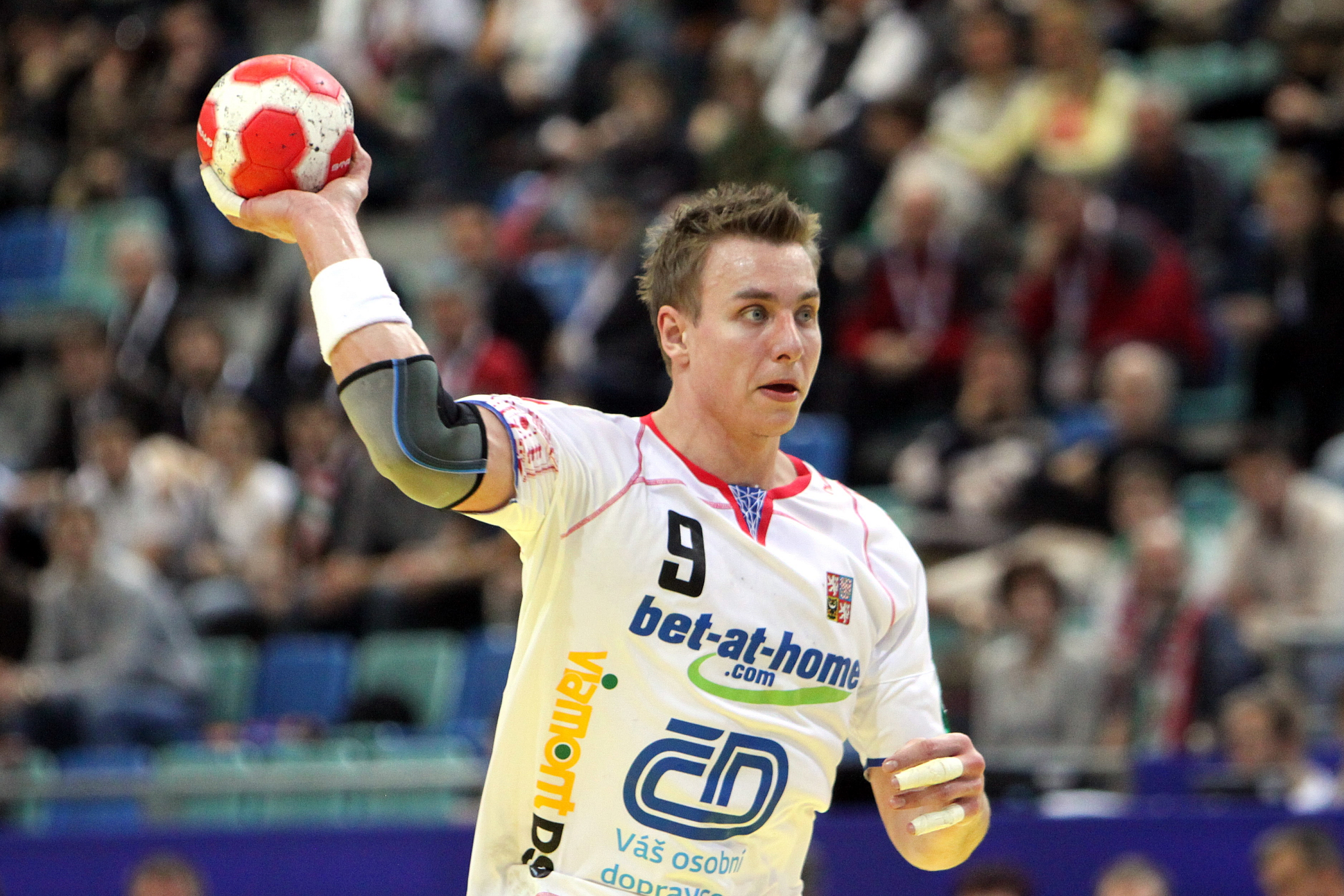
Filip Jícha (THW Kiel), reprezentacja Czech w piłce ręcznej

Skład ekip na Mistrzostwa Europy w piłce ręcznej mężczyzn, które odbywają się w dniach 19 – 31 stycznia 2010 roku w Austrii:

## Austria
| Nr | Imię i nazwisko    | Pozycja      | Data urodzenia       | Klub                     | Wzrost/Waga |
| -- | ------------------ | ------------ | -------------------- | ------------------------ | ----------- |
| 1  | Thomas Bauer       | bramkarz     | 24 stycznia 1986     | TV Korschenbroich        | 189/90      |
| 3  | Patrik Fölser      | obrotowy     | 16 listopada 1976    | HSG Düsseldorf           | 193/102     |
| 5  | Vytautas Ziura     | rozgrywający | 11 maja 1979         | HK Viborg                | 188/93      |
| 7  | Robert Weber       | skrzydłowy   | 25 listopada 1985    | SC Magdeburg             | 179/76      |
| 9  | Martin Abadir      | rozgrywający | 19 czerwca 1981      | AON Fivers               | 196/104     |
| 10 | Lukas Mayer        | rozgrywający | 16 lutego 1983       | A1 Bregenz               | 185/87      |
| 11 | Michael Knauth     | skrzydłowy   | 7 stycznia 1983      | Alpla HC Hard            | 180/82      |
| 12 | Nikola Marinovic   | bramkarz     | 29 sierpnia 1976     | HBW Balingen/Weilstetten | 198/102     |
| 13 | Matthias Guenthner | obrotowy     | 11 października 1976 | A1 Bregenz               | 190/93      |
| 14 | Viktor Szilágyi    | rozgrywający | 16 września 1978     | VfL Gummersbach          | 196/102     |
| 17 | Konrad Wilczynski  | skrzydłowy   | 9 lutego 1982        | Füchse Berlin            | 180/83      |
| 20 | Berndt Friede      | rozgrywający | 18 lutego 1980       | TSV Otmar St. Gallen     | 191/93      |
| 21 | Roland Schlinger   | rozgrywający | 17 września 1982     | A1 Bregenz               | 191/102     |
| 22 | Marcus Wagesreiter | rozgrywający | 14 stycznia 1982     | HBW Balingen-Weilstetten | 197/96      |
| 25 | Mare Hojc          | rozgrywający | 5 stycznia 1982      | HBW Balingen-Weilstetten | 185/93      |

## Chorwacja
| Nr | Imię i nazwisko | Pozycja      | Data urodzenia       | Klub                          | Wzrost/Waga |
| -- | --------------- | ------------ | -------------------- | ----------------------------- | ----------- |
| 4  | Ivano Balić     | rozgrywający | 1 kwietnia 1979      | HC Croatia Osiguranje Zagrzeb | 189/93      |
| 5  | Domagoj Duvnjak | rozgrywający | 1 czerwca 1988       | HSV Hamburg                   | 197/105     |
| 7  | Vedran Zrnić    | skrzydłowy   | 26 września 1979     | VfL Gummersbach               | 188/85      |
| 8  | Marko Kopljar   | rozgrywający | 12 lutego 1986       | HC Croatia Osiguranje Zagrzeb | 210/102     |
| 9  | Igor Vori       | obrotowy     | 20 września 1980     | HSV Hamburg                   | 203/116     |
| 10 | Jakov Gojun     | rozgrywający | 18 kwietnia 1986     | HC Croatia Osiguranje Zagrzeb | 204/104     |
| 12 | Mirko Alilović  | bramkarz     | 15 września 1985     | Reale Ademar                  | 200/105     |
| 14 | Drago Vuković   | rozgrywający | 3 sierpnia 1983      | VfL Gummersbach               | 194/100     |
| 17 | Vedran Mataija  | skrzydłowy   | 6 maja 1988          | RK Poreč                      | 180/82      |
| 20 | Damir Bicanić   | rozgrywający | 29 czerwca 1985      | Reale Ademar                  | 196/95      |
| 21 | Denis Buntić    | rozgrywający | 13 października 1982 | Reale Ademar                  | 198/103     |
| 26 | Manuel Štrlek   | skrzydłowy   | 1 grudnia 1988       | HC Croatia Osiguranje Zagrzeb | 182/80      |
| 27 | Ivan Čupić      | skrzydłowy   | 27 marca 1986        | RK Gorenje Velenje            | 178/81      |
| 28 | Željko Musa     | obrotowy     | 8 stycznia 1986      | RK Trimo Trebnje              | 200/106     |

## Czechy
| Nr | Imię i nazwisko | Pozycja      | Data urodzenia      | Klub                               | Wzrost/Waga |
| -- | --------------- | ------------ | ------------------- | ---------------------------------- | ----------- |
| 2  | Karel Nocar     | skrzydłowy   | 28 lutego 1977      | Chambéry Savoie HB                 | 184/92      |
| 3  | Jiří Vítek      | rozgrywający | 14 maja 1977        | Bergischer HC                      | 195/92      |
| 4  | Pavel Mičkal    | skrzydłowy   | 31 stycznia 1984    | HSG Nordhorn-Lingen                | 184/80      |
| 5  | Ondřej Zdráhala | rozgrywający | 10 lipca 1983       | HCB OKD Karviná                    | 188/88      |
| 6  | Václav Vraný    | obrotowy     | 13 września 1982    | HSC 2000 Coburg                    | 202/102     |
| 7  | Daniel Kubeš    | rozgrywający | 7 lutego 1978       | TBV Lemgo                          | 199/110     |
| 8  | Kamil Piskač    | obrotowy     | 4 października 1978 | HC Dukla Praha                     | 186/98      |
| 9  | Filip Jícha     | rozgrywający | 19 kwietnia 1982    | THW Kiel                           | 201/104     |
| 10 | Jan Filip       | skrzydłowy   | 14 stycznia 1973    | Kadetten Schaffhausen              | 188/88      |
| 11 | Jan Sobol       | skrzydłowy   | 22 maja 1984        | Montpellier Agglomération Handball | 188/84      |
| 15 | Alois Mráz      | rozgrywający | 8 września 1978     | HSG Wetzlar                        | 195/95      |
| 16 | Martin Galia    | bramkarz     | 12 kwietnia 1979    | TBV Lemgo                          | 189/89      |
| 18 | Jan Stehlík     | rozgrywający | 18 kwietnia 1985    | St. Raphael VAR HB                 | 188/88      |
| 19 | Jiří Hynek      | rozgrywający | 17 czerwca 1981     | Ahlener SG                         | 188/88      |
| 22 | Tomáš Sklenák   | rozgrywający | 2 marca 1982        | ThSV Eisenach                      | 186/97      |
| 71 | Petr Štochl     | bramkarz     | 24 kwietnia 1976    | Füchse Berlin                      | 193/95      |

## Dania
| Nr | Imię i nazwisko          | Pozycja      | Data urodzenia       | Klub                       | Wzrost/Waga |
| -- | ------------------------ | ------------ | -------------------- | -------------------------- | ----------- |
| 1  | Kasper Hvidt             | bramkarz     | 6 lutego 1976        | FCK Håndbold               | 192/97      |
| 5  | Torsten Laen             | obrotowy     | 26 listopada 1979    | Füchse Berlin              | 198/100     |
| 6  | Lars Jørgensen           | skrzydłowy   | 3 lutego 1979        | AG Håndbold                | 192/104     |
| 7  | René Toft Hansen         | obrotowy     | 1 listopada 1984     | KIF Kolding                | 202/115     |
| 9  | Lars Christiansen        | skrzydłowy   | 18 lutego 1972       | SG Flensburg-Handewitt     | 182/88      |
| 10 | Henrik Knudsen           | rozgrywający | 6 marca 1982         | Vive Targi Kielce          | 183/87      |
| 11 | Anders Eggert            | skrzydłowy   | 14 maja 1982         | SG Flensburg-Handewitt     | 179/83      |
| 12 | Niklas Landin Jacobsen   | bramkarz     | 19 grudnia 1988      | GOG Svendborg TGI          | 200/99      |
| 13 | Bo Spellerberg           | rozgrywający | 24 lipca 1979        | KIF Kolding                | 192/98      |
| 14 | Michael V. Knudsen       | obrotowy     | 4 września 1978      | SG Flensburg-Handewitt     | 191/98      |
| 17 | Lasse Svan Hansen        | skrzydłowy   | 31 sierpnia 1983     | SG Flensburg-Handewitt     | 191/89      |
| 18 | Mikkel Hansen            | rozgrywający | 22 października 1987 | FC Barcelona               | 196/98      |
| 22 | Kasper Søndergaard Sarup | rozgrywający | 9 czerwca 1981       | KIF Kolding                | 195/94      |
| 23 | Nikolaj Markussen        | rozgrywający | 1 sierpnia 1988      | KIF Kolding                | 199/95      |
| 24 | Hans Lindberg            | skrzydłowy   | 1 sierpnia 1981      | HSV Hamburg                | 188/88      |
| 26 | Kasper Nielsen           | rozgrywający | 9 czerwca 1975       | GOG Svendborg TGI          | 192/102     |
| 27 | Mads Nielsen             | rozgrywający | 17 marca 1981        | Bjerringbro-Silkeborg-Voel | 197/100     |

## Francja
| Nr | Imię i nazwisko    | Pozycja      | Data urodzenia    | Klub                       | Wzrost/Waga |
| -- | ------------------ | ------------ | ----------------- | -------------------------- | ----------- |
| 2  | Jérôme Fernandez   | rozgrywający | 7 marca 1977      | BM Ciudad Real             | 199/106     |
| 3  | Didier Dinart      | obrotowy     | 18 stycznia 1977  | BM Ciudad Real             | 198/111     |
| 5  | Guillaume Gille    | rozgrywający | 12 lipca 1976     | HSV Hamburg                | 192/97      |
| 6  | Bertrand Gille     | obrotowy     | 24 marca 1978     | HSV Hamburg                | 187/102     |
| 8  | Daniel Narcisse    | rozgrywający | 16 grudnia 1979   | THW Kiel                   | 189/93      |
| 9  | Guillaume Joli     | skrzydłowy   | 27 marca 1985     | Chambéry Savoie HB         | 178/83      |
| 12 | Daouda Karaboue    | bramkarz     | 11 grudnia 1975   | Montpellier HB             | 197/95      |
| 13 | Nikola Karabatić   | rozgrywający | 11 kwietnia 1984  | Montpellier HB             | 195/102     |
| 15 | Franck Junillon    | rozgrywający | 28 listopada 1978 | MT Melsungen               | 195/100     |
| 16 | Thierry Omeyer     | bramkarz     | 2 listopada 1976  | THW Kiel                   | 191/95      |
| 19 | Luc Abalo          | skrzydłowy   | 6 września 1984   | BM Ciudad Real             | 184/82      |
| 20 | Cedric Sorhaindo   | obrotowy     | 7 czerwca 1984    | Toulouse HB                | 192/102     |
| 21 | Michaël Guigou     | skrzydłowy   | 28 stycznia 1982  | Montpellier HB             | 179/80      |
| 23 | Sebastien Bosquet  | rozgrywający | 24 lutego 1979    | Dunkerque HB               | 198/94      |
| 24 | Sebastien Ostertag | skrzydłowy   | 16 marca 1979     | TFHB-Tremblay en France HB | 173/79      |

## Hiszpania
| Nr | Imię i nazwisko         | Pozycja      | Data urodzenia       | Klub                | Wzrost/Waga |
| -- | ----------------------- | ------------ | -------------------- | ------------------- | ----------- |
| 1  | José Javier Hombrados   | bramkarz     | 7 kwietnia 1972      | BM Ciudad Real      | 195/97      |
| 2  | Alberto Entrerríos      | rozgrywający | 7 listopada 1976     | BM Ciudad Real      | 192/105     |
| 3  | Eduardo Gurbindo        | rozgrywający | 8 listopada 1987     | CB Torrevieja       | 194/92      |
| 6  | Rubén Garabaya          | obrotowy     | 15 sierpnia 1979     | FC Barcelona Borges | 201/109     |
| 7  | Carlos Prieto           | obrotowy     | 2 lutego 1980        | Rhein-Neckar Löwen  | 203/103     |
| 8  | Víctor Tomás            | skrzydłowy   | 15 lutego 1985       | FC Barcelona Borges | 178/83      |
| 9  | Raúl Entrerríos         | rozgrywający | 12 lutego 1981       | BM Valladolid       | 193/95      |
| 13 | Julen Aguinagalde       | obrotowy     | 8 grudnia 1982       | BM Ciudad Real      | 195/110     |
| 15 | Cristian Ugalde         | skrzydłowy   | 19 października 1987 | FC Barcelona Borges | 184/80      |
| 16 | Arpad Sterbik           | bramkarz     | 20 listopada 1979    | BM Ciudad Real      | 200/119     |
| 17 | Juanín García Lorenzana | skrzydłowy   | 28 sierpnia 1977     | FC Barcelona Borges | 176/74      |
| 18 | Iker Romero Fernández   | rozgrywający | 15 czerwca 1980      | FC Barcelona Borges | 196/104     |
| 19 | Cristian Malmagro       | rozgrywający | 11 marca 1983        | SDC San Antonio     | 191/94      |
| 20 | Jose Maria Rodriguez    | rozgrywający | 5 stycznia 1980      | BM Ciudad Real      | 187/96      |
| 22 | Mikel Aguirrezabalaga   | rozgrywający | 16 marca 1979        | Reale Ademar        | 192/93      |
| 24 | Viran Morros de Argila  | rozgrywający | 15 grudnia 1983      | BM Ciudad Real      | 199/107     |

## Islandia
| Nr | Imię i nazwisko           | Pozycja      | Data urodzenia       | Klub                   | Wzrost/Waga |
| -- | ------------------------- | ------------ | -------------------- | ---------------------- | ----------- |
| 1  | Bjoergvin Pall Gustafsson | bramkarz     | 24 maja 1985         | Kadetten Schaffhausen  | 194/98      |
| 2  | Vignir Svavarsson         | obrotowy     | 20 czerwca 1980      | TBV Lemgo              | 196/108     |
| 3  | Logi Geirsson             | rozgrywający | 10 października 1982 | TBV Lemgo              | 190/97      |
| 4  | Aron Palmarsson           | rozgrywający | 19 lipca 1990        | THW Kiel               | 192/97      |
| 5  | Ingimundur Ingimundarson  | rozgrywający | 29 stycznia 1980     | TSV GWD Minden         | 193/101     |
| 6  | Asgeir Örn Hallgrimsson   | skrzydłowy   | 17 lutego 1984       | GOG Svendborg TGI      | 192/94      |
| 7  | Arnor Atlason             | rozgrywający | 13 października 1984 | FCK Håndbold           | 192/95      |
| 10 | Snorri Steinn Gudjonsson  | rozgrywający | 17 października 1981 | Rhein-Neckar Löwen     | 187/96      |
| 9  | Guðjón Valur Sigurðsson   | skrzydłowy   | 8 sierpnia 1979      | Rhein-Neckar Löwen     | 187/90      |
| 11 | Ólafur Stefánsson         | rozgrywający | 3 lipca 1973         | Rhein-Neckar Löwen     | 196/96      |
| 12 | Hreiðar Guðmundsson       | bramkarz     | 29 listopada 1980    | TV Emsdetten           | 193/98      |
| 14 | Sturla Ásgeirsson         | skrzydłowy   | 20 lipca 1980        | HSG Düsseldorf         | 182/81      |
| 15 | Alexander Petersson       | skrzydłowy   | 2 lipca 1980         | SG Flensburg-Handewitt | 188/92      |
| 16 | Ólafur Guðmundsson        | rozgrywający | 13 maja 1990         | FH                     | 192/89      |
| 17 | Sverre Jakobsson          | obrotowy     | 8 lutego 1977        | TV Grosswallstadt      | 196/110     |
| 18 | Robert Gunnarsson         | obrotowy     | 22 maja 1980         | Robert Gunnarsson      | 191/100     |

## Niemcy
| Nr | Imię i nazwisko           | Pozycja      | Data urodzenia       | Klub               | Wzrost/Waga |
| -- | ------------------------- | ------------ | -------------------- | ------------------ | ----------- |
| 1  | Johannes Bitter           | bramkarz     | 2 września 1982      | HSV Hamburg        | 205/113     |
| 3  | Uwe Gensheimer            | skrzydłowy   | 26 października 1986 | Rhein-Neckar Löwen | 188/92      |
| 4  | Oliver Roggisch           | obrotowy     | 25 sierpnia 1978     | Rhein-Neckar Löwen | 202/110     |
| 6  | Michael Müller            | rozgrywający | 19 września 1984     | Rhein-Neckar Löwen | 197/104     |
| 9  | Christoph Theuerkauf      | obrotowy     | 13 października 1984 | SC Magdeburg       | 192/95      |
| 11 | Holger Glandorf           | rozgrywający | 30 marca 1983        | TBV Lemgo          | 195/90      |
| 12 | Silvio Heinevetter        | bramkarz     | 21 października 1984 | Füchse Berlin      | 192/99      |
| 13 | Sven-Sören Christophersen | rozgrywający | 9 maja 1985          | HSG Wetzlar        | 198/98      |
| 15 | Torsten Jansen            | skrzydłowy   | 23 grudnia 1976      | HSV Hamburg        | 185/90      |
| 16 | Carsten Lichtlein         | bramkarz     | 4 listopada 1980     | TBV Lemgo          | 202/100     |
| 17 | Manuel Späth              | obrotowy     | 16 października 1985 | Göppingen          | 200/108     |
| 18 | Michael Kraus             | rozgrywający | 28 września 1983     | TBV Lemgo          | 187/95      |
| 20 | Christian Sprenger        | skrzydłowy   | 6 kwietnia 1983      | THW Kiel           | 190/94      |
| 21 | Lars Kaufmann             | rozgrywający | 25 lutego 1982       | Göppingen          | 199/106     |
| 22 | Stefan Schröder           | skrzydłowy   | 17 lipca 1981        | HSV Hamburg        | 183/88      |
| 24 | Michael Haaß              | rozgrywający | 12 grudnia 1983      | Göppingen          | 194/102     |

## Norwegia
| Nr | Imię i nazwisko    | Pozycja      | Data urodzenia      | Klub                          | Wzrost/Waga |
| -- | ------------------ | ------------ | ------------------- | ----------------------------- | ----------- |
| 1  | Steinar Ege        | bramkarz     | 10 kwietnia 1972    | FCK Håndbold                  | 194/96      |
| 3  | Stian Vatne        | rozgrywający | 10 maja 1974        | Füchse Berlin                 | 201/117     |
| 5  | Frank Løke         | obrotowy     | 6 lutego 1980       | HC Croatia Osiguranje Zagrzeb | 193/106     |
| 6  | Kjetil Strand      | rozgrywający | 2 października 1979 | Füchse Berlin                 | 190/91      |
| 7  | Lars Erik Bjornsen | skrzydłowy   | 20 lipca 1982       | Tvis Holstebro                | 183/84      |
| 8  | Bjarte Myrhol      | obrotowy     | 29 maja 1982        | Rhein-Neckar Löwen            | 190/96      |
| 9  | Børge Lund         | rozgrywający | 13 marca 1979       | THW Kiel                      | 196/104     |
| 10 | Havard Tvedten     | skrzydłowy   | 29 czerwca 1978     | BM Valladolid                 | 183/85      |
| 11 | Erlend Mamelund    | rozgrywający | 1 maja 1984         | FCK Håndbold                  | 197/100     |
| 12 | Ole Erevik         | bramkarz     | 9 stycznia 1981     | KIF Kolding                   | 196/99      |
| 13 | Christoffer Rambo  | rozgrywający | 18 listopada 1989   | IL Runar                      | 201/95      |
| 15 | Kristian Kjelling  | rozgrywający | 6 września 1980     | AaB Håndbold                  | 198/96      |
| 18 | Vegard Samdahl     | rozgrywający | 21 marca 1978       | Wisła Płock                   | 194/97      |
| 19 | Thomas Skoglund    | skrzydłowy   | 3 marca 1983        | GOG Svendborg TGI             | 182/85      |
| 22 | Christian Spanne   | skrzydłowy   | 22 czerwca 1986     | Drammen HK                    | 180/75      |
| 24 | Magnus Dahl        | bramkarz     | 28 września 1988    | Fyllingen IL                  | 197/92      |

## Polska
| Nr | Imię i nazwisko    | Pozycja      | Data urodzenia       | Klub                     | Wzrost/Waga |
| -- | ------------------ | ------------ | -------------------- | ------------------------ | ----------- |
| 1  | Sławomir Szmal     | bramkarz     | 2 października 1978  | Rhein-Neckar Löwen       | 189/96      |
| 2  | Bartłomiej Jaszka  | rozgrywający | 16 czerwca 1983      | Füchse Berlin            | 184/92      |
| 3  | Krzysztof Lijewski | rozgrywający | 7 lipca 1983         | HSV Hamburg              | 198/96      |
| 4  | Patryk Kuchczyński | skrzydłowy   | 17 marca 1983        | Vive Kielce              | 182/85      |
| 5  | Mateusz Jachlewski | skrzydłowy   | 27 grudnia 1984      | Vive Kielce              | 185/88      |
| 8  | Karol Bielecki     | rozgrywający | 23 stycznia 1982     | Rhein-Neckar Löwen       | 202/106     |
| 9  | Artur Siódmiak     | obrotowy     | 7 października 1975  | TuS Nettelstedt-Lübbecke | 192/108     |
| 10 | Daniel Żółtak      | obrotowy     | 28 lutego 1984       | Vive Kielce              | 195/105     |
| 13 | Bartosz Jurecki    | obrotowy     | 31 stycznia 1979     | SC Magdeburg             | 193/106     |
| 14 | Mariusz Jurasik    | skrzydłowy   | 4 maja 1976          | Vive Kielce              | 192/99      |
| 15 | Michał Jurecki     | rozgrywający | 27 października 1984 | TuS Nettelstedt-Lübbecke | 202/112     |
| 16 | Piotr Wyszomirski  | bramkarz     | 6 stycznia 1988      | Azoty-Puławy             | 194/95      |
| 19 | Tomasz Tłuczyński  | skrzydłowy   | 19 kwietnia 1979     | TuS Nettelstedt-Lübbecke | 183/84      |
| 20 | Mariusz Jurkiewicz | rozgrywający | 3 lutego 1982        | San Antonio              | 198/107     |
| 22 | Marcin Lijewski    | rozgrywający | 21 września 1977     | HSV Hamburg              | 197/102     |
| 32 | Tomasz Rosiński    | rozgrywający | 24 lutego 1984       | Vive Kielce              | 192/90      |

## Rosja
| Nr | Imię i nazwisko         | Pozycja      | Data urodzenia    | Klub                            | Wzrost/Waga |
| -- | ----------------------- | ------------ | ----------------- | ------------------------------- | ----------- |
| 1  | Oleg Grams              | bramkarz     | 20 lutego 1984    | Czechowskie Niedźwiedzie        | 202/104     |
| 2  | Wasilij Filippow        | rozgrywający | 18 stycznia 1981  | Czechowskie Niedźwiedzie        | 183/89      |
| 3  | Oleg Zotow              | obrotowy     | 28 stycznia 1984  | Czechowskie Niedźwiedzie        | 196/106     |
| 7  | Dmitrij Kowalew         | skrzydłowy   | 15 maja 1982      | Czechowskie Niedźwiedzie        | 180/81      |
| 10 | Aleksander Czernoiwanow | obrotowy     | 13 lutego 1979    | Czechowskie Niedźwiedzie        | 202/112     |
| 15 | Aleksiej Rastworczew    | rozgrywający | 8 sierpnia 1978   | Czechowskie Niedźwiedzie        | 200/120     |
| 16 | Aleksiej Kostygow       | bramkarz     | 5 lipca 1973      | Uniwersytet-Newa St. Petersburg | 197/110     |
| 17 | Aleksiej Kamanin        | rozgrywający | 6 czerwca 1978    | Czechowskie Niedźwiedzie        | 197/114     |
| 19 | Samuel Asłanjan         | rozgrywający | 23 lutego 1986    | Czechowskie Niedźwiedzie        | 189/91      |
| 20 | Michaił Czipurin        | obrotowy     | 17 listopada 1980 | Czechowskie Niedźwiedzie        | 190/110     |
| 31 | Timur Dibirow           | skrzydłowy   | 30 lipca 1983     | Czechowskie Niedźwiedzie        | 180/71      |
| 33 | Siergiej Predibajłow    | skrzydłowy   | 1 kwietnia 1982   | Zarja Kaspija Astrachań         | 184/88      |
| 35 | Konstantin Igropulo     | rozgrywający | 14 kwietnia 1985  | FC Barcelona Borges             | 190/93      |
| 47 | Andriej Starych         | rozgrywający | 2 lutego 1984     | Czechowskie Niedźwiedzie        | 198/100     |
| 77 | Witalij Iwanow          | rozgrywający | 3 lutego 1976     | Czechowskie Niedźwiedzie        | 194/92      |
| 79 | Aleksiej Kajnarow       | skrzydłowy   | 1 kwietnia 1979   | Zarja Kaspija Astrachań         | 185/86      |

## Serbia
| Nr | Imię i nazwisko       | Pozycja      | Data urodzenia      | Klub                         | Wzrost/Waga |
| -- | --------------------- | ------------ | ------------------- | ---------------------------- | ----------- |
| 1  | Darko Stanić          | bramkarz     | 8 października 1978 | RK Cimos Koper               | 190/103     |
| 3  | Nikola Kojić          | skrzydłowy   | 28 marca 1979       | RK Celje                     | 187/92      |
| 5  | Žarko Šešum           | rozgrywający | 16 czerwca 1986     | MKB Veszprém KC              | 195/97      |
| 7  | Ivan Nikčević         | skrzydłowy   | 11 lutego 1981      | Reyno de Navarra San Antonio | 181/81      |
| 9  | Aleksandar Stojanović | rozgrywający | 22 czerwca 1983     | Kadetten Schaffhausen        | 197/104     |
| 11 | Alem Toskić           | obrotowy     | 12 lutego 1982      | RK Celje                     | 190/104     |
| 12 | Dejan Perić           | bramkarz     | 22 września 1970    | MKB Veszprém KC              | 184/95      |
| 13 | Momir Ilić            | rozgrywający | 22 grudnia 1981     | THW Kiel                     | 200/104     |
| 15 | Dobrivoje Marković    | skrzydłowy   | 22 kwietnia 1986    | Cuenca 2016                  | 191/87      |
| 16 | Dimitrije Pejanović   | bramkarz     | 9 lipca 1974        | CB Torrevieja                | 198/97      |
| 18 | Danijel Anđelković    | rozgrywający | 28 sierpnia 1978    | SC Pick Szeged               | 190/88      |
| 19 | Ivan Lapčević         | rozgrywający | 26 marca 1976       | MKB Veszprém KC              | 201/108     |
| 22 | Uroš Vilovski         | obrotowy     | 25 lutego 1984      | MKB Veszprém KC              | 193/103     |
| 23 | Nenad Vučković        | rozgrywający | 23 sierpnia 1980    | MT Melsungen                 | 192/94      |
| 25 | Petar Nenadić         | rozgrywający | 28 czerwca 1986     | SC Pick Szeged               | 195/98      |
| 26 | Ivan Stanković        | rozgrywający | 27 kwietnia 1982    | BM Aragón                    | 192/98      |

## Słowenia
| Nr | Imię i nazwisko | Pozycja      | Data urodzenia   | Klub                               | Wzrost/Waga |
| -- | --------------- | ------------ | ---------------- | ---------------------------------- | ----------- |
| 2  | Miladin Kozlina | rozgrywający | 11 lutego 1983   | RK Celje                           | 199/117     |
| 4  | Renato Vugrinec | rozgrywający | 9 czerwca 1975   | RK Celje                           | 196/100     |
| 5  | Jure Dobelšek   | skrzydłowy   | 1 kwietnia 1984  | RK Cimos Koper                     | 193/92      |
| 6  | Zoran Lubej     | obrotowy     | 14 grudnia 1975  | RK Zagrzeb                         | 193/98      |
| 7  | Vid Kavtičnik   | skrzydłowy   | 24 maja 1984     | Montpellier Agglomération Handball | 191/90      |
| 9  | Jure Natek      | rozgrywający | 30 marca 1982    | RK Gorenje Velenje                 | 193/97      |
| 11 | Sebastian Skube | rozgrywający | 3 kwietnia 1987  | RK Trimo Trebnje                   | 189/84      |
| 12 | Gorazd Škof     | bramkarz     | 11 lipca 1977    | RK Zagrzeb                         | 188/93      |
| 13 | David Špiler    | rozgrywający | 2 stycznia 1983  | RK Cimos Koper                     | 189/91      |
| 14 | Matjaž Brumen   | skrzydłowy   | 23 grudnia 1982  | RK Cimos Koper                     | 190/87      |
| 15 | Aleš Pajovič    | rozgrywający | 6 stycznia 1979  | RK Zagrzeb                         | 198/113     |
| 16 | Aljoša Rezar    | bramkarz     | 24 lutego 1983   | RK Zagrzeb                         | 190/90      |
| 17 | Dragan Gajič    | skrzydłowy   | 21 lipca 1984    | RK Zagrzeb                         | 190/83      |
| 19 | Miha Žvižej     | obrotowy     | 6 listopada 1987 | RK Gorenje Velenje                 | 191/102     |
| 20 | Luka Žvižej     | skrzydłowy   | 9 grudnia 1980   | SC Pick Szeged                     | 187/90      |
| 24 | Uroš Zorman     | rozgrywający | 9 stycznia 1980  | RK Celje                           | 190/97      |

## Szwecja
| Nr | Imię i nazwisko     | Pozycja      | Data urodzenia      | Klub                   | Wzrost/Waga |
| -- | ------------------- | ------------ | ------------------- | ---------------------- | ----------- |
| 1  | Mattias Andersson   | bramkarz     | 29 marca 1978       | TV Grosswallstadt      | 188/95      |
| 3  | Mattias Gustafsson  | obrotowy     | 11 lipca 1978       | Aalborg DH             | 193/107     |
| 5  | Kim Andersson       | rozgrywający | 21 sierpnia 1982    | THW Kiel               | 200/102     |
| 6  | Jonas Källman       | skrzydłowy   | 17 lipca 1981       | BM Ciudad Real         | 200/98      |
| 8  | Lukas Karlsson      | rozgrywający | 21 maja 1982        | KIF Kolding            | 180/82      |
| 9  | Jan Lennartsson     | skrzydłowy   | 22 września 1981    | Aalborg DH             | 186/85      |
| 10 | Niclas Ekberg       | skrzydłowy   | 23 grudnia 1988     | Ystads IF              | 191/93      |
| 11 | Dalibor Doder       | rozgrywający | 24 maja 1979        | Reale Ademar           | 180/77      |
| 12 | Dan Beutler         | bramkarz     | 7 października 1977 | SG Flensburg-Handewitt | 193/95      |
| 14 | Robert Arrhenius    | obrotowy     | 14 maja 1979        | CAI BM Aragón          | 195/103     |
| 17 | Oscar Carlén        | rozgrywający | 11 maja 1988        | SG Flensburg-Handewitt | 193/96      |
| 18 | Tobias Karlsson     | rozgrywający | 4 czerwca 1981      | SG Flensburg-Handewitt | 196/106     |
| 22 | Johan Sjöstrand     | bramkarz     | 26 lutego 1987      | SG Flensburg-Handewitt | 195/95      |
| 23 | Fredrik Larsson     | rozgrywający | 14 kwietnia 1984    | CAI BM Aragón          | 193/98      |
| 24 | Fredrik Petersen    | skrzydłowy   | 23 sierpnia 1983    | GOG Svendborg TGI      | 188/82      |
| 25 | Kim Ekdahl Du Rietz | rozgrywający | 27 marca 1989       | Lugi HF Lund           | 196/98      |

## Ukraina
| Nr | Imię i nazwisko      | Pozycja      | Data urodzenia    | Klub              | Wzrost/Waga |
| -- | -------------------- | ------------ | ----------------- | ----------------- | ----------- |
| 1  | Siergij Biłyk        | bramkarz     | 2 września 1970   | HC Telecom        | 201/105     |
| 2  | Oleksandr Pedan      | rozgrywający | 10 marca 1986     | ZTR Zaporoże      | 192/86      |
| 4  | Serhij Ljubczenko    | rozgrywający | 31 maja 1984      | ZTR Zaporoże      | 201/96      |
| 5  | Jurij Petrenko       | rozgrywający | 17 listopada 1977 | Paris Handball    | 187/88      |
| 6  | Witalij Nat          | skrzydłowy   | 12 kwietnia 1977  | Vive Targi Kielce | 182/85      |
| 7  | Oleksandr Szewieliew | obrotowy     | 2 grudnia 1987    | HC Portowik Jużny | 200/100     |
| 8  | Mykoła Stecjura      | skrzydłowy   | 20 lipca 1986     | ZTR Zaporoże      | 192/92      |
| 9  | Oleksij Ganczew      | skrzydłowy   | 22 sierpnia 1988  | ZTR Zaporoże      | 190/87      |
| 10 | Andrij Nataliuk      | obrotowy     | 28 stycznia 1971  | ZTR Zaporoże      | 201/113     |
| 12 | Wadim Braznik        | bramkarz     | 25 lutego 1975    | Bydwelnik         | 201/107     |
| 13 | Michajło Kriwczikow  | skrzydłowy   | 12 stycznia 1987  | ZTR Zaporoże      | 183/80      |
| 14 | Dmytro Doroszczuk    | obrotowy     | 29 września 1986  | HC Portowik Jużny | 199/97      |
| 15 | Siergij Burka        | rozgrywający | 9 czerwca 1987    | ZTR Zaporoże      | 207/115     |
| 16 | Gienadij Komok       | bramkarz     | 5 lipca 1987      | ZTR Zaporoże      | 195/105     |
| 17 | Władysław Ostrouszko | rozgrywający | 5 marca 1986      | ZTR Zaporoże      | 200/105     |
| 18 | Siergij Onufrijenko  | rozgrywający | 31 stycznia 1985  | ZTR Zaporoże      | 186/86      |

## Węgry
| Nr | Imię i nazwisko    | Pozycja      | Data urodzenia       | Klub                  | Wzrost/Waga |
| -- | ------------------ | ------------ | -------------------- | --------------------- | ----------- |
| 1  | Nenad Puljezević   | bramkarz     | 13 marca 1973        | TSV Hannover-Burgdorf | 195/111     |
| 3  | Ferenc Ilyés       | rozgrywający | 20 grudnia 1981      | TBV Lemgo             | 198/103     |
| 5  | Gábor Császár      | rozgrywający | 16 czerwca 1984      | Chambéry Savoie HB    | 183/90      |
| 7  | Gyula Gál          | obrotowy     | 18 sierpnia 1976     | Tatabánya Carbonex KC | 193/123     |
| 8  | Gergő Iváncsik     | skrzydłowy   | 30 listopada 1981    | MKB Veszprém KC       | 190/89      |
| 9  | Tamás Iváncsik     | skrzydłowy   | 3 kwietnia 1983      | MKB Veszprém KC       | 180/76      |
| 12 | Nándor Fazekas     | bramkarz     | 16 października 1976 | MKB Veszprém KC       | 192/95      |
| 13 | Milorad Krivokapić | rozgrywający | 30 lipca 1980        | SC Pick Szeged        | 190/109     |
| 15 | Szabolcs Törő      | skrzydłowy   | 10 marca 1983        | JD Arrate             | 183/76      |
| 17 | Balázs Laluska     | rozgrywający | 20 czerwca 1981      | RK Cimos Koper        | 202/100     |
| 18 | Kornél Nagy        | rozgrywający | 21 listopada 1986    | Dunaferr SE           | 192/93      |
| 20 | Péter Gulyás       | skrzydłowy   | 4 marca 1984         | MKB Veszprém KC       | 200/96      |
| 22 | Dávid Katzirz      | rozgrywający | 25 czerwca 1980      | SC Pick Szeged        | 195/103     |
| 23 | Nikola Eklemović   | rozgrywający | 8 lutego 1978        | MKB Veszprém KC       | 193/99      |
| 25 | Szabolcs Zubai     | obrotowy     | 31 marca 1984        | SC Pick Szeged        | 192/96      |
| 28 | Timuzsin Schuch    | obrotowy     | 5 czerwca 1985       | HCM Constanța         | 197/108     |